# 上多瑙帝国大区
上多瑙帝国大区（德語：Reichsgau Oberdonau）是纳粹德国的行政区划，于1938年在德奥合并之后创建，并于1945年解散。它由今天的上奥地利、南波希米亚的部分地区和一个从施蒂里亚吞并的萨尔茨卡默古特的一小部分组成。
因为元首阿道夫·希特勒出生在因河畔布劳瑙并在林茨度过了他早年的大部分时光，由此上多瑙帝国大区就获得了“元首故乡大区”（德语：Heimatgau des Führers）的荣誉称号。他的别墅貝格霍夫就位于邻近的慕尼黑-上巴伐利亚大区。

## 历史
纳粹的大区制度最初是在1926年5月22日的一次党代表大会上建立的，目的是为了改进对党的结构的管理。从1933年纳粹夺取政权后，大区逐渐取代德国各州成为基础行政区划。1938年3月12日，纳粹德国吞并了奥地利，5月24日，奥地利各省被重组，由7个纳粹的帝国大区取代。根据1939年4月14日和5月1日生效的《奥斯特马克法》（Ostmarkgesetz），奥地利大区被提升为帝国大区的地位，他们的大区长官随后也被称为帝国代理长官（Reichsstatthalters）。
每个大区之上都有一个大区长官，这个职位的权力变得越来越强大，尤其是在第二次世界大战爆发之后。当地的大区长官负责宣传和监视，从1944年9月起，他们还负责冲锋队和大区的防御工作。
奥古斯特·艾格鲁伯在1935年成为纳粹党在上奥地利分区的责任人，1938年德奥合并后，当年5月23日艾格鲁伯成为了上多瑙帝国大区的大区长官直至战争结束。战后奥古斯特·艾格鲁伯被拘禁，1947年死于兰茨贝格监狱。
著名的毛特豪森-古森集中营就位于上多瑙帝国大区。在被驱逐到集中营的199,404名囚犯中，有119,000人因过度劳累、营养不良和疲惫而在恶劣的条件下死亡 。

### 文献
- Das Bistum Linz im Dritten Reich. Hg. v. Rudolf Zinnhobler (Linzer Philosophisch-theologische Reihe 11), Linz 1979
- Reichsgau Oberdonau – Aspekte 1 (Oberösterreich in der Zeit des Nationalsozialismus 2, hg. v. Oö. Landesarchiv), Linz 2004
- Reichsgau Oberdonau – Aspekte 2 (Oberösterreich in der Zeit des Nationalsozialismus 4, hg. v. Oö. Landesarchiv), Linz 2005
- Tötungsanstalt Hartheim (Oberösterreich in der Zeit des Nationalsozialismus 3, hg. v. Oö. Landesarchiv), Linz 2005